# Boeing Classic
Boeing Classic ist ein Golfturnier im Rahmen der Champions Tour, welches in Snoqualmie, Washington nahe Seattle ausgetragen wird.

## Geschichte
Gegründet wurde das Turnier als Greater Seattle Champions Classic, ehe zwei Monate vor der Erstaustragung der örtliche Flugzeughersteller Boeing der Namenssponsor wurde und das Turnier als Boeing Greater Seattle Classic ausgetragen wurde. Erster Sieger wurde der US-Amerikaner David Eger. 2007 wurde der Name erneut geändert und findet seitdem unter dem Namen Boeing Classic statt.

## Sieger
| Datum                          | Sieger              | Ergebnis       | Zu Par         | Preisgeld      | Preisgeld für den Sieger |
| Boeing Classic                 | Boeing Classic      | Boeing Classic | Boeing Classic | Boeing Classic | Boeing Classic           |
| ------------------------------ | ------------------- | -------------- | -------------- | -------------- | ------------------------ |
| 26.–28. August 2016            | Bernhard Langer (2) | 69-67-67=203   | −13            | 2.000.000 $    | 300.000 $                |
| 21.–23. August 2015            | Billy Andrade       | 69-65-73=207   | −9             | 2.000.000 $    | 300.000 $                |
| 22.–24. August 2014            | Scott Dunlap        | 65-70-65=200   | −16            | 2.000.000 $    | 300.000 $                |
| 23.–25. August 2013            | John Riegger        | 69-64-68=201   | −15            | 2.000.000 $    | 300.000 $                |
| 24.–26. August 2012            | Jay Don Blake       | 68-70-68=206   | −10            | 2.000.000 $    | 300.000 $                |
| 26.–28. August 2011            | Mark Calcavecchia   | 70-67-65=202   | −14            | 2.000.000 $    | 300.000 $                |
| 27.–29. August 2010            | Bernhard Langer     | 66-63-69=198   | −18            | 1.800.000 $    | 270.000 $                |
| 28.–30. August 2009            | Loren Roberts       | 68-65-65=198   | −18            | 1.800.000 $    | 270.000 $                |
| 22.–24. August 2008            | Tom Kite (2)        | 69-67-66=202   | −14            | 1.700.000 $    | 255.000 $                |
| 24.–26. August 2007            | Denis Watson        | 69-69-69=207   | −9             | 1.600.000 $    | 240.000 $                |
| Boeing Greater Seattle Classic |                     |                |                |                |                          |
| 18.–20. August 2006            | Tom Kite            | 71-64-66=201   | −15            | 1.600.000 $    | 240.000 $                |
| 19.–21. August 2005            | David Eger          | 68-64-67=199   | −17            | 1.600.000 $    | 240.000 $                |